# Heidi Kull
Heidi Kull (* 4. Juni 1965 in Willstätt; † 11. Februar 2020 in Berlin) war eine Illustratorin und Filmemacherin. Sie hatte ihr Atelier, die „Zeichnerei Kull“, in Berlin-Kreuzberg. Hier gab sie neben ihrer Tätigkeit als Illustratorin auch Zeichenkurse.

## Leben
Heidi Kull wuchs in den ersten Lebensjahren bei ihrer Großmutter und zwei Tanten im Kinzigtal im Schwarzwald auf. Nach der Grundschule besuchte sie in Offenburg ein katholisches Gymnasium. Im Alter von 18 Jahren zog sie nach Berlin, wo sie Visuelle Kommunikation an der Hochschule der Künste studierte. Mitte der 1980er arbeitete sie für das feministische Magazin Primadonna, später gründete sie mit anderen die Frauenzeitschrift BLAU. 1991 bis 1993 war sie eine der Protagonistinnen und Moderatorin des Fernsehmagazins Läsbisch TV. 1991 schrieb sie den Song Ich und Frau Berger und produzierte einen Videoclip dazu.
1992 zeichnete sie den Film-Noir-Kurzfilm Geliebte Mörderin. Der Film wurde beim Frameline Filmfestival in San Francisco ausgezeichnet. Für den RBB, WDR und RTL machte sie filmische Beiträge und Porträts über Friedrich Schiller, Franz Kafka, Irmgard Keun und Heinrich Heine. Außerdem illustrierte sie die RBB-Serie Christin und ihre Mörder.
Kull spielte mehrere Instrumente; ab 2018 brachte sie sich das Spielen der Zither selbst bei. Ihr Lieblingsinstrument blieb die Ukulele. Sie arrangierte Lieder und gründete den Chor Jede Stimme zählt. 2019 entstand das „Nüscht“, eine Comicfigur, die in Berlin und auf Reisen viele Abenteuer erlebte.
Heidi Kull starb am 11. Februar 2020, vermutlich in Folge einer Herzerkrankung, und wurde auf dem Alten St.-Matthäus-Kirchhof in Berlin-Schöneberg beerdigt.

## Illustrierte Bücher

### Romane
- Karen-Susan Fessel: Und abends mit Beleuchtung. Konkursbuch Verlag Claudia Gehrke, Tübingen 1994, ISBN 978-3-88769-083-0.
- Franziska Gehm: Partyküsse. Wer mit wem? Entscheide du! Loewe, Bindlach 2007, ISBN 978-3-7855-4559-1.
- Franziska Gehm: Flirtattacke. Wer mit Wem? Entscheide du! Loewe, Bindlach 2007, ISBN 978-3-7855-4560-7.
- Franziska Gehm: Knutschwette. Wer mit wem? Entscheide du! Loewe, Bindlach 2007, ISBN 978-3-7855-5967-3.
- Uta Weber: Facts about sex – chicas. Loewe, Bindlach 2008, ISBN 978-3-7855-6224-6.
- Uta Weber: Facts about sex – Das Lexikon. Loewe, Bindlach 2008, ISBN 978-3-7855-6409-7.

### Sachbücher
- Karen-Susan Fessel: Danke, ich schaff’s alleine! Querverlag, Berlin 2003, ISBN 3-89656-092-1.
- Uta Weber: Das wollen Mädchen wissen. Loewe, Bindlach 2011, ISBN 978-3-7855-7228-3.
- Uta Weber: Das wollen Jungs wissen. Loewe, Bindlach 2011, ISBN 9783785572290.
- Henning Strüver: Besseres Golf mit Ypsilon. Ein methodischer Weg zum Erlernen des Golfspiels. Neuer Sportverlag, Stuttgart 2014, ISBN 978-3-944526-20-1.
- Sarah Gringmuth: Viaggi Fantastici. Scratch and Relax. Demetra, 2018, ISBN 978-8809862449.
- Karen-Susan Fessel: Nebeltage, Glitzertage: Kindern bipolare Störungen erklären. Balance Buch und Medien Verlag, Köln 2018, ISBN 978-3-86739-133-7.